# Calle Panfílov
La Calle Panfílov (en kirguís: Панфилов көчөсү; en ruso:  улица Панфилова) es el nombre que recibe una vía de transporte en la ciudad de Biskek, la capital del país asiático de Kirguistán. Se extiende desde la calle Abdylas Maldybaev en el sur a la Avenida Jibek Jolu (Jibek Jolu Prospekti) en el norte. La calle lleva el nombre del general soviético Ivan Panfilov desde 1941. Su nombre anterior es Sadóvaia (Calle Jardín) que se origina en el Kazenniy Sad (Jardín Público).